# Rezolucija Vijeća sigurnosti UN-a 1191
Rezolucija Vijeća sigurnosti UN-a 1191 jednoglasno je usvojena 27. kolovoza 1998. godine. U njoj je Vijeće, pozivajući se na rezolucije 808 (1993.), 827 (1993.) i 1166 (1998.), Općoj skupštini proslijedilo popis od devet nominacija za suce Međunarodnog kaznenog suda za bivšu Jugoslaviju (ICTY) na razmatranje.
Popis nominacija koje je glavni tajnik Kofi Annan primio do 4. kolovoza 1998. bio je sljedeći:
- Mohamed Bennouna (Maroko)
- David Hunt (Australija)
- Per-Johan Lindholm [fi] (Finska)
- Hugo Anibal Llanos Mansilla (Čile)
- Patrick Robinson (Jamajka)
- S.W.B. Vadugodapitiya (Šri Lanka)
- Luis Valencia Rodríguez (Ekvador)
- Jan Skupinski (Poljska)
- Peter Wilkitzki (Njemačka)

Opća skupština kasnije je izabrala Mohameda Bennounu, Davida Hunta i Patricka Robinsona za članove trećeg vijeća ICTY-a u listopadu 1998.

## Vanjske poveznice
| Wikizvor | Engleski Wikizvor ima izvorni tekst na temu: United Nations Security Council Resolution 1191 |

- Text of the Resolution undocs.org